# Музей революции (Каракас)
Военно-исторический музей, (исп. Museo Histórico Militar), также Музей военной истории, мавзолей Уго Чавеса) — это многоцелевое, культурное и историческое здание. Находится в равнинной местности района 23 января муниципалитета Боливара-освободителя в столичном районе Каракаса. Является местом последнего упокоения президента Венесуэлы Уго Чавеса.
Здание построено в период с 1904 по 1906 год, при президентах Сиприано Кастро и Хуане Висенте Гомесе. С 1981 года в здании находится военно-исторический музей с экспонатами большой исторической ценности. С 2013 года — мавзолей президента Венесуэлы Уго Чавеса. В прошлом в здании находилась военная академия (1910—1949), министерство обороны (1941—1981), а также оно выполняло многие другие функции.
В феврале 1992 года здание использовалось в качестве центра командования вооружённым восстанием во главе с Уго Чавесом против правительства президента Карлоса Андреса Переса. Восстание потерпело поражение, и именно в этом месте Чавес сдался правительству и произнёс знаменитую речь. В 2002 году ставший президентом Уго Чавес провёл здесь первый выпуск программы «Алло, президент», чтобы отметить 10-ю годовщину этого события.
После смерти Чавеса 5 марта 2013 года вице-президент Николас Мадуро, временно исполняющий обязанности президента, распорядился превратить здание в мавзолей и музей Уго Чавеса, с сохранением статуса военного музея.
Работы над перепланировкой здания были проведены в короткие сроки под руководством знаменитого венесуэльского архитектора Фруто Виваса. Мемориальный комплекс был открыт 15 марта 2013 года, одновременно с проведением государственных похорон Чавеса. Похороны посетили сотни тысяч венесуэльцев. На церемонии присутствовали главы более 30 государств.
При входе на территорию мавзолея расположена аллея флагов дружественных Венесуэле стран.
В центре мемориального комплекса на полу находится цветок «Четыре элемента» (огонь, ветер, земля и вода), в центре которого находится саркофаг с телом Уго Чавеса. У саркофага стоит почётный караул. Вокруг гробницы по кругу расположены комнаты с выставкой фотографий, документов о революционной борьбе Чавеса на протяжении всей его жизни.
Музей посещают около 800 человек в день, 2000 человек по выходным. Пропускают группами по 20 человек, с сопровождением экскурсовода, школьников пропускают без очереди. В музее запрещена фото- и видеосъемка.
Каждый месяц по пятым числам Мадуро организовывает обязательный молебен для первых лиц государства за упокой Чавеса в церкви при мавзолее, которая расположена в комнате у гробницы. Каждый день в 16:25 часов (время смерти Чавеса) производится пушечный выстрел.
Музей работает со вторника по воскресенье (понедельник — выходной).